# Deniz Gezmiş

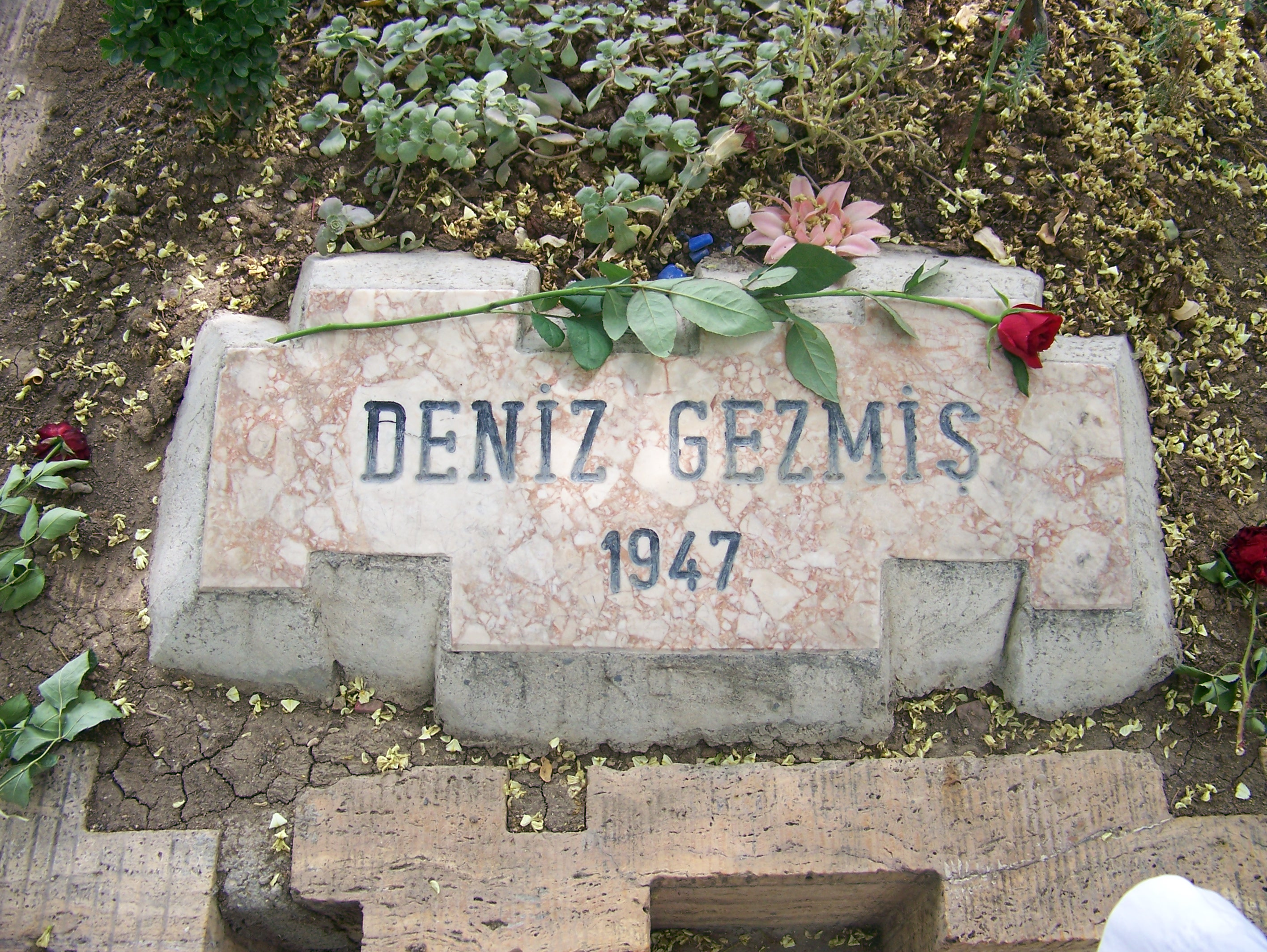
Grób Deniza Gezmişa

Deniz Gezmiş (ur. 27 lutego 1947 w Ayaş, zm. 6 maja 1972 w Ankarze) – turecki działacz polityczny, rewolucjonista, jeden z założycieli Ludowo-Wyzwoleńczej Armii Turcji (THKO). Określany jest niekiedy „tureckim Che Guevarą”.

## Życiorys
Ojciec Gezmişa, był inspektorem edukacji podstawowej i działaczem związkowym oraz nauczycielem szkoły podstawowej. Kształcił się w różnych miastach Turcji. Większość dzieciństwa spędził w Sivas, gdzie dorastał jego ojciec. Ukończył szkołę średnią w Stambule, gdzie po raz pierwszy zetknął się z lewicowymi ideami.
Gezmiş twierdził, że czasopismo „Yön” miało bardzo znaczący wpływ na jego poglądy. Po wstąpieniu do Partii Pracujących Turcji (TİP) studiował prawo na Uniwersytecie Stambulskim w 1966. Latem 1968 wraz z około 15 innymi studentami założył Rewolucyjny Związek Studentów (tur. Devrimci Öğrenci Birliği, DÖB).
Gezmiş stawał się coraz bardziej aktywny politycznie, w styczniu 1966 założył Rewolucyjną Organizację Prawników (tur. Devrimci Hukukçular Kuruluşu, DHK) i brał udział w zorganizowanej przez studentów okupacji Uniwersytetu Stambulskiego w czerwcu 1968. Po tym, jak okupacja została siłą stłumiona, stanął na czele protestów przeciwko przybyciu do Stambułu 6. Floty Stanów Zjednoczonych. 17 lipca 1968 kilku żołnierzy amerykańskich zostało wówczas rannych i zepchniętych do morza. Gezmişa aresztowano 30 lipca 1968 za udział w tych wydarzenia, ale zwolniono 20 października tego samego roku.
Gezmiş został ranny podczas protestów na Uniwersytecie Stambulskim, który został potem tymczasowo zamknięty. Chociaż mężczyzna przebywał pod obserwacją, uciekł ze szpitala i udał się do obozów Organizacji Wyzwolenia Palestyny w Jordanii, aby przejść szkolenie partyzanckie. W 1969 przewodził grupie studentów, którzy „gwałtownie przerwali” wykład, jaki miał na Uniwersytecie Stambulskim wygłosić amerykański naukowiec Daniel Lerner.
W latach 60. Gezmiş natknął się na niesławnego amerykańskiego szpiega CIA Aldricha Amesa. Podczas poszukiwań informacji na temat wywiadu radzieckiego Ames zwerbował jednego ze współlokatorów Gezmişa, który przekazał mu informacje o członkostwie i działalności Rewolucyjnej Federacji Młodzieży Turcji (DEV-GENÇ), marksistowskiej grupy młodzieżowej.
4 marca 1971 Gezmiş i inni członkowie Ludowo-Wyzwoleńczej Armii Turcji (THKO) porwali czterech amerykańskich żołnierzy z TUSLOG/The United States Logistics Group z siedzibą w Balgat w Ankarze. Trzech młodych mężczyzn dostarczyło agencji prasowej notatkę potwierdzającą autorstwo THKO wraz z dowodem osobistym żołnierzy, żądając okupu do godziny 18:00. Ponieważ kierowca THKO został schwytany, druga notatka dostarczona do tureckiej agencji prasowej wydłużyła termin o 12 godzin, tym razem żadająca uwolnienia kierowcy. Po zwolnieniu zakładników Gezmiş oraz Yusuf Aslan zostali schwytani żywcem w Sivas po zbrojnym starciu z funkcjonariuszami organów ścigania. Następnie Gezmiş został przewieziony do Ankary i przedstawiony opinii publicznej.

### Proces i egzekucja
9 października 1971 Gezmiş, razem z Hüseyinem İnanem i Yusufem Aslanem zostali skazani na karę śmierci.
Próbując powstrzymać egzekucję, 11 bojowników Partii i Frontu Wyzwolenia Turków i Ludowej Armii Wyzwolenia Turcji, wśród nich Ertuğrul Kürkçü i Mahir Çayan, porwało trzech techników. Zakładników zabrano do Kizildere, gdzie zostali otoczeni przez siły zbrojne 30 marca 1972. Wszyscy w grupie, łącznie z zakładnikami, z wyjątkiem Ertuğrula Kürkçü, zginęli w strzelaninie. Inne działania mające na celu uchylenie wyroku to manifestacje przed Wielkim Zgromadzeniem Narodowym Turcji i kampania podpisów zainicjowana przez Yaşara Kemala i innych tureckich intelektualistów.
3 maja prezydent Cevdet Sunay podpisał decyzję o egzekucji Gezmişa. Został on stracony przez powieszenie 6 maja 1972 w więzieniu centralnym w Ankarze wraz z Hüseyinem İnanem i Yusufem Aslanem.